# Andrés Saavedra
Andrés Saavedra (Bogotá, 23 de marzo de 1982), conocido como Andrés Saavedra o Drew, es un productor, compositor, ingeniero de mezcla y sonido y multiganador de premios Grammy. Andrés ha sido nominado ocho veces a los premios Latin Grammy, su más reciente a productor del año en la 16.ª entrega anual de los Premios Grammy Latinos llevada a cabo noviembre de 2015. Andrés es uno de los productores colombianos definiendo el nuevo sonido de la música latina.

## Inicios
Saavedra nació en Bogotá pero su infancia transcurrió en Cali, Colombia. Manifestó su gusto por la música, el canto y los instrumentos a muy corta edad. Escribió su primera canción a los 13 años y durante su adolescencia, tocó en las bandas locales Años Luz y Estrato Cero con las que se presentaba en bares y festivals de Cali. A la edad de 17, se trasladó a Miami, Florida con su familia para convertirse en cantautor profesional.
Durante sus años universitarios, Saavedra fue bajista y baterista para la banda estudiantil llamada Rocking Johnny and the Furious Five y luego se integró como cantante al dúo llamado Retórica. Su experiencia tocando en estas bandas le sirvió para descubrir que su pasión se encontraba en la creatividad de la producción, la composición y los estudios de grabación.
Su educación formal la realizó en Full Sail University en la carrera de Producción Musical y Artes de Grabación y varios cursos en Berklee College of Music.

## Carrera
La primera experiencia profesional de Andrés fue en Bogart Recording Studios, propiedad del productor Bob Rosa, donde fue asistente para varios discos de artistas como Dashboard Confessional y Brian McKnight; también produciendo bandas y artistas independientes durante horas no laborables en el estudio.
En el 2004, Andrés comenzó su carrera profesional como productor y compositor para una disquera independiente y luego en el 2006 como pupilo de productores de la industria latina como: Sebastián Krys, Tommy Torres y Dan Warner perfilando su estilo y sonido propio.
Andrés ha trabajado en varios proyectos musicales entre ellos con artistas como: Luis Fonsi, Alejandro Sanz, Avionica, Dulce María, Tommy Torres y Pablo López. Ha ganado dos Premios Grammy Latinos y un Grammy anglo.
Saavedra es fundador y CEO de RadioActive Music y actualmente es “Producer Governor” para los Grammys en el estado de la Florida.

## Premios Grammy
| Año  | Recipiente/Trabajo nominado       | Categoría                         | Resultado |
| ---- | --------------------------------- | --------------------------------- | --------- |
| 2015 | Mismo                             | Productor del año                 | Nominado  |
| 2013 | Miguel Bosé Papito Deluxe         | Álbum del Año                     | Nominado  |
| 2012 | ChocQuibTown Calentura            | Grabación del Año                 | Nominado  |
| 2012 | ChocQuibTown Eso es lo que hay    | Mejor Álbum de Música Alternativa | Nominado  |
| 2011 | Amaury Gutiérrez Sesiones Intimas | Mejor Álbum Cantautor             | Ganador   |
| 2011 | Alejandro Sanz Paraíso Express    | Mejor Disco Pop Latino            | Ganador   |
| 2010 | Alejandro Sanz Paraíso Express    | Mejor Álbum Pop Masculino         | Ganador   |
| 2009 | Luis Fonsi Aquí estoy yo          | Grabación del Año                 | Nominado  |
| 2006 | Chayanne Cautivo                  | Álbum del Año                     | Nominado  |

Participación en otros trabajos nominados al Grammy Latino
- "Mejor álbum vocal pop contemporáneo: Rosario - Rosario (2014)" - Productor, compositor, mezcla, ingeniería, músico[5][5]
- "Mejor álbum pop/rock: La conexión - Black Guayaba (2013)" - Productor, arreglista, mezcla[9]
- "Canción del año: "Estoy hecho de pedacitos de ti" - Antonio Orozco (2012)" - Productor
- "Mejor ingeniería de grabación para un álbum: Días nuevos - Gian Marco (2011)"

## Discografía
| Title                                  | Año  | Artista/Álbum                                      | Productor | Compositor | Mezcla | Ingeniero | Músico |
| -------------------------------------- | ---- | -------------------------------------------------- | --------- | ---------- | ------ | --------- | ------ |
| "Broken Toy"                           | 2016 | Paly – Single                                      | •         | •          | •      | •         | •      |
| "Rumbo al sol"                         | 2016 | Bako - Single                                      | •         | •          | •      | •         | •      |
| "Kamikaze"                             | 2016 | Bako - Single                                      | •         | •          | •      | •         | •      |
| "Electricidad" (A)                     | 2016 | Aviónica – Electricidad                            | •         | •          | •      | •         | •      |
| "Dejarte de amar"                      | 2016 | Dulce María – Single                               | •         |            | •      | •         | •      |
| "Más de la mitad"                      | 2016 | Camila Gallardo – Single                           | •         |            | •      | •         | •      |
| "Ya no me duele tanto"                 | 2016 | Ednita Nazario – Single                            | •         |            | •      | •         | •      |
| "Espectacular" (A)                     | 2015 | Aaron Emmanuel – Espectacular                      | •         |            | •      | •         | •      |
| "Mejor con ella"                       | 2015 | Aaron Emmanuel – Espectacular                      | •         | •          | •      | •         | •      |
| "El mundo y los amantes inocentes" (A) | 2015 | Pablo López – El mundo y los amantes inocentes     | •         |            | •      | •         |        |
| "Corazón que miente"                   | 2015 | David Bisbal - Single                              | •         |            | •      | •         | •      |
| "No te pertenece"                      | 2015 | Luis Fonsi & Noel Schajris - Single                | •         |            | •      | •         |        |
| "Eras uno más"                         | 2015 | Ednita Nazario - Single                            | •         |            | •      | •         | •      |
| "Sin palabras"                         | 2015 | Robert Avellanet - Single                          | •         |            | •      |           | •      |
| "Close To Your Love"                   | 2015 | AtellaGali - Royal                                 | •         |            |        |           |        |
| "Gimme More"                           | 2015 | AtellaGali - Royal                                 | •         |            |        |           |        |
| "Larga Duración" (A)                   | 2015 | Paulino Monroy– Larga Duración                     |           |            | •      |           |        |
| "Viaje"                                | 2014 | Ricardo Arjona –Viaje                              |           |            |        | •         |        |
| "Agridulce"                            | 2014 | Raquel Sofía –Te quiero los domingos               | •         |            |        |           | •      |
| "Big Bang"                             | 2014 | Siam - Big Bang                                    | •         |            | •      | •         | •      |
| "Todo lo que quiero eres tu"           | 2014 | Siam - Big Bang                                    | •         | •          | •      | •         | •      |
| "Llévame despacio" (S)                 | 2014 | Paulina Goto                                       | •         |            | •      |           |        |
| "La misma luna" (A)                    | 2014 | Matisse – La misma Luna                            |           |            | •      |           |        |
| "12 Historias en vivo"                 | 2013 | Tommy Torres – 12 Historias en vivo                |           |            | •      | •         |        |
| "Dos Orillas" (A) Terra Live Edition   | 2013 | Antonio Orozco - Dos Orillas                       | •         |            | •      | •         |        |
| "La más fuerte"                        | 2013 | Ednita Nazario - El corazón decide                 | •         |            | •      | •         | •      |
| "La conexión: Edición especial"        | 2013 | Black Guayaba - La conexión: Edición especial      | •         |            | •      | •         |        |
| "Rosario" (A)                          | 2013 | Rosario - Rosario                                  | •         |            | •      | •         | •      |
| "Yo no me niego"                       | 2013 | Rosario - Rosario                                  | •         | •          | •      | •         | •      |
| "Oye dime luna"                        | 2013 | Rosario - Rosario                                  | •         | •          | •      | •         | •      |
| "Rumba americana"                      | 2013 | Rosario - Rosario                                  | •         | •          | •      | •         | •      |
| "No soy de hierro"                     | 2013 | Ana Isabelle - Single                              | •         |            | •      | •         | •      |
| "Arjona Metamorfosis en vivo"          | 2013 | Ricardo Arjona - Arjona Metamorfosis en vivo (DVD) |           |            | •      |           |        |
| "Diez" (A)                             | 2012 | Antonio Orozco – Diez                              | •         |            | •      | •         | •      |
| "Siempre imperfectos"                  | 2012 | Antonio Orozco – Diez                              | •         | •          | •      | •         | •      |
| "Voy"                                  | 2012 | Ednita Nazario - Desnuda                           | •         |            |        | •         |        |
| "No me dejes ir"                       | 2012 | Ednita Nazario - Desnuda                           | •         | •          |        | •         |        |
| "Nadie me lo contó"                    | 2012 | Mariana Seoane - La Malquerida                     |           | •          |        |           |        |
| "Paraíso Express" (A)                  | 2011 | Alejandro Sanz – Paraíso Express                   |           |            |        | •         |        |
| "Paraíso Express Deluxe" (A)           | 2011 | Alejandro Sanz - Paraíso Express Deluxe            |           |            | •      | •         |        |
| "Eso es lo que hay" (A)                | 2011 | ChocQuibTown - Eso es lo que hay                   |           |            | •      |           |        |
| "Extranjera: Segunda parte" (A)        | 2011 | Dulce María - Extranjera: Segunda parte            |           |            | •      |           |        |
| "Sesiones Intimas" (A)                 | 2011 | Amaury Gutiérrez - Sesiones Intimas                | •         |            | •      |           |        |
| "A tiempo"                             | 2011 | Ha*Ash - A tiempo                                  |           |            | •      |           |        |
| "Tres seis cinco"                      | 2011 | The Mills - Guadalupe                              |           |            | •      |           |        |
| "Bayou Boogie" (A)                     | 2010 | Disney – Bayou Boogie                              |           |            | •      |           |        |
| "Mi sueño" (A)                         | 2010 | Ana Isabelle - Mi sueño                            | •         |            | •      | •         | •      |
| "Más que ayer" (A)                     | 2010 | Bonka - Más que ayer                               | •         |            | •      | •         |        |
| "Miénteme" (A)                         | 2010 | Don Tetto - Miénteme                               |           |            | •      |           |        |
| "Boleto de entrada" (A)                | 2009 | Kany García – Boleto de entrada                    |           |            | •      | •         |        |
| "Clásicos de la provincia II" (A)      | 2009 | Carlos Vives - Clásicos de la provincia II         |           |            |        | •         |        |
| "No seas cobarde" (A)                  | 2009 | Melina León - No seas cobarde                      |           |            | •      |           |        |
| "¿Qué nos pasó?" (S)                   | 2009 | Reyli - Que vueltas da la vida                     | •         |            | •      | •         | •      |
| "Jet privado" (A)                      | 2009 | Robert Avellanet - Jet privado                     | •         |            | •      | •         | •      |
| "Renovatio" (A)                        | 2009 | Antonio Orozco - Renovatio                         | •         |            | •      |           |        |
| "No fue casualidad"                    | 2009 | Inés Gaviria - No fue casualidad                   | •         |            |        |           | •      |
| "Uno no es uno" (A)                    | 2009 | Noel Schajris - Uno no es uno                      |           |            |        | •         |        |
| "5to Piso" (A)                         | 2008 | Ricardo Arjona – 5to Piso                          |           |            |        | •         |        |
| "Palabras del silencio" (A)            | 2008 | Luis Fonsi - Palabras del silencio                 |           |            | •      | •         |        |
| "Dentro y fuera" (A)                   | 2007 | Luis Enrique - Dentro y fuera                      |           |            |        | •         |        |
| "Quiero vivir" (A)                     | 2007 | Lilian García - Quiero vivir                       |           |            |        | •         |        |
| "Real" (A)                             | 2007 | Ednita Nazario - Real                              |           |            |        | •         |        |
| "Una rosa blu" (A)                     | 2007 | Gloria Trevi - Una rosa blu                        |           |            | •      | •         |        |
| "Intrusa"                              | 2006 | Giselle – Libre                                    |           | •          |        |           |        |
| "En exclusiva" (A)                     | 2006 | Eduardo Osorio - En exclusiva                      |           |            | •      | •         |        |
| "Melódico" (A)                         | 2006 | Jayro - Melódico                                   |           |            | •      |           |        |
| "Xarah" (A)                            | 2005 | Xarah – Xarah                                      | •         |            | •      | •         |        |
| "All That I Want" (S)                  | 2005 | Lara Fabian                                        |           |            |        | •         |        |
| "Gracias mamá" (A)                     | 2005 | Various artists - Gracias mamá                     | •         |            | •      | •         |        |

- *Productor ejecutivo